# Avatar Press
Pour les articles homonymes, voir Avatar.
Avatar Press, créée par William A. Christensen en 1996, est une maison d'édition américaine de bandes dessinées pour adultes.
L'éditeur est dans le style horreur, superhéros, crossover, adaptions de films en comics.
Dans les années 2010, Avatar Press rachète Antarctic Press, éditeur de Warrior Nun Areala (en) qui est adapté en série Netflix en 2020.

## Warren Ellis
- Aetheric Mechanics, (avec Gianluca Pagliarani)
- Anna Mercury, (avec Facundo Percio)
- Gravel, (avec Mike Wolfer)
  - Strange Killings
- Apparat Singles Group,
- Bad Signal, (avec Jacen Burrows)
- Dark Blue, (avec Jacen Burrows)
- Bad World, (avec Jacen Burrows)
- Wolfskin, (avec Juan Jose Ryp)
- FreakAngels, (avec Paul Duffield)
- Crécy, (avec Felipe Massafera, Raulo Caceres)
- Atmospherics, (avec Ken Meyer, Jr)
- From the Desk, (avec Jacen Burrows)
- Ignition City, (avec Gianluca Pagliarani)
- Black Summer, (avec Juan Jose Ryp)
- No Hero, (avec Juan Jose Ryp)

## Alan Moore
- Alan Moore's The Courtyard (avec Antony Johnston & Jacen Burrows)
- Alan Moore's Yuggoth Cultures and Other Growths (avec Juan Jose Ryp)
- Alan Moore's Hypothetical Lizard (avec Antony Johnston)
- Alan Moore's Magic Words
- Alan Moore's The Nightjar
- Alan Moore's A Small Killing (avec Oscar Zarate)
- Alan Moore's Writing for Comics
- Crossed  +100 (avec Gabriel Andrade, d'après le comics de Garth Ennis)
- Cinema Purgatorio  avec Kevin O'Neill

## Garth Ennis
- 303 (2004) (Dessins de Jacen Burrows)
- Chronicles of Wormwood (Dessins de Jacen Burrows, Andrew Dalhouse)
- Crossed (2008) (Dessins de Jacen Burrows)
- Dicks (1997)
  - Dicks II (2002) (Dessins de John McCrea)
  - Dicks End of time (2014) (Dessins de John McCrea)
- Streets of Glory (2007) (Dessins de Mike Wolfer)
- Battlefields (2007) (Dessins de Braun, Snejbjerg, Ezquerra)
- Caliban (2014) (Dessins de Facundo Percio)

## Brian Pulido
- Licence comics des films :
  - Les Griffes de la nuit, Freddy Krueger (comics)
  - Jason X, (comics)
  - The Texas Chainsaw Massacre (comics) (avec Jacen Burrows)
  - Texas Chainsaw Massacre: the Grind #1 (avec Daniel HDR, Andrew Dalhouse)
- Belladonna (avec Clint Hilinski, Di Amorim, Paulo Siqueira, Ron Adrian, Walter Geovani, Sean Shaw)
- Gypsy, (avec  Paulo Siqueira, Richard Ortiz)
- Unholy, (avec Di Amorim, Ron Adrian, Walter Geovani, Greg Waller)

## Autres Publications
- Widow X (1999) de Mike Wolfer
- Dan the Unharmable (2012) de David Lapham & Rafael Ortiz
- Hero Worship (2012) de Zak Penn, Scott Murphy et Michael Dispacale
- Pandora de William A. Christensen (avec Al Rio, David Finch cover)
- The Goon
- Lady Death de Brian Pulido & Steven Hughes
- Robocop (comics) de Frank Miller
- Avengelyne de Rob Liefeld & Cathy Christian
- Shi de William Tucci
- Faust de Tim Vigil & David Quinn (adapté en film Faust)
- Webwitch, de Tim Vigil
- Jade Warriors, de Mike Deodato Jr.
- Jungle Fantasy, de (David Cabrera, Di Amorium, Anibal Maraschi)
- Hellina, de (Juan Jose Ryp, Doug Miers, Loren Hernandez)
- Stargate SG-1, (comics) 2003 (James Anthony & Jorge Correa)
- My Flesh is Cool, "Mortal Souls", de Steven Grant
- Escape of the Living Dead, de John A. Russo & Dheeraj Verma (s'inspire de La Nuit des morts-vivants)
- Rich Johnston's Holed Up, de Rich Johnston (avec Gonzalo Martinez)
- By Bizarre Hands, de Joe R. Lansdale (avec Jacen Burrows, Dheeraj Verma)
- The Drive-in, de Joe R. Lansdale
- The Unfunnies de Mark Millar
- Fantastic Visions: The Art of Matt Busch
- Threshold, (Jeremy Rock, Greg Waller)
- Demonslayer: Lords of Night (Marat Mychaels, Marc Deering, Greg Waller)
- Cavewoman Color Special #1, 1999 (Avatar Press) de Budd Root
- Stitched de Pat Shand, Daniel Gete et Nahuel Lopez "covers"

## Autres médias

### Films & Séries tv
- Faust (film, 2000) (Faust: Love of the Damned) de Brian Yuzna
- Lady Death 2004 d'Andy Orjuela